# Alpiner Nor-Am Cup 2001/02
Die Saison 2001/02 des Nor-Am Cup im alpinen Skisport begann in Loveland (Colorado), am 15. November 2001 bei den Herren und am 17. November 2001 bei den Herren. Sie endete in Nakiska am 27. März 2002.
Die Tabellen zeigen die fünf Bestplatzierten in der Gesamtwertung und in den Disziplinwertungen Abfahrt, Super-G, Riesenslalom, Riesenslalom und Slalom sowie die drei besten Fahrer jedes Rennens.

## Herren

### Gesamtwertung
| Rang | Name         | Land               | Punkte |
| ---- | ------------ | ------------------ | ------ |
| 1    | Chip Knight  | Vereinigte Staaten | 820    |
| 2    | Erik Guay    | Kanada             | 754    |
| 3    | Jeff Hume    | Kanada             | 741    |
| 4    | Jan Hudec    | Kanada             | 498    |
| 5    | Erik Schlopy | Vereinigte Staaten | 496    |

### Abfahrt
| Rang | Name                | Land               | Punkte |
| ---- | ------------------- | ------------------ | ------ |
| 1    | Erik Guay           | Kanada             | 290    |
|      | Jan Hudec           | Kanada             | 290    |
| 3    | Jeff Hume           | Kanada             | 217    |
| 4    | Justin Johnson      | Vereinigte Staaten | 205    |
| 5    | Geoffrey Stephenson | Vereinigte Staaten | 174    |

### Super-G
| Rang | Name           | Land   | Punkte |
| ---- | -------------- | ------ | ------ |
| 1    | Jeff Hume      | Kanada | 440    |
| 2    | Erik Guay      | Kanada | 310    |
| 3    | David Anderson | Kanada | 300    |
| 4    | Ryan Oughtred  | Kanada | 190    |
| 5    | Jan Hudec      | Kanada | 164    |

### Riesenslalom
| Rang | Name             | Land               | Punkte |
| ---- | ---------------- | ------------------ | ------ |
| 1    | Chip Knight      | Vereinigte Staaten | 290    |
| 2    | Erik Schlopy     | Vereinigte Staaten | 260    |
| 3    | Julien Cousineau | Kanada             | 255    |
| 4    | Dane Spencer     | Vereinigte Staaten | 205    |
| 5    | Tom Rothrock     | Vereinigte Staaten | 170    |

### Slalom
| Rang | Name           | Land               | Punkte |
| ---- | -------------- | ------------------ | ------ |
| 1    | Chip Knight    | Vereinigte Staaten | 530    |
| 2    | Erik Schlopy   | Vereinigte Staaten | 236    |
| 3    | Stanley Hayer  | Tschechien         | 220    |
| 4    | Brad Hogan     | Vereinigte Staaten | 213    |
| 5    | Jesse Marshall | Vereinigte Staaten | 210    |

### Podestplätze
Disziplinen:
- DH = Abfahrt
- SG = Super-G
- GS = Riesenslalom
- SL = Slalom

| Datum      | Ort          | Dis. | 1. Platz              | 2. Platz                  | 3. Platz                  |
| ---------- | ------------ | ---- | --------------------- | ------------------------- | ------------------------- |
| 15.11.2001 | Loveland     | SL   | Erik Schlopy (USA)    | Tom Stiansen (NOR)        | Chip Knight (USA)         |
| 16.11.2001 | Loveland     | SL   | Erik Schlopy (USA)    | Chip Knight (USA)         | Giorgio Rocca (ITA)       |
| 4.12.2001  | Lake Louise  | SG   | David Anderson (CAN)  | Jeff Hume (CAN)           | Erik Guay (CAN)           |
| 5.12.2001  | Lake Louise  | SG   | David Anderson (CAN)  | Jeff Hume (CAN)           | Jürgen Kandlbauer (AUT)   |
| 9.12.2001  | Lake Louise  | DH   | Jeff Hume (CAN)       | Geoffrey Stephenson (USA) | Erik Guay (CAN)           |
| 10.12.2001 | Lake Louise  | DH   | Erik Guay (CAN)       | Jan Hudec (CAN)           | Jürgen Kandlbauer (AUT)   |
| 11.12.2001 | Lake Louise  | SG   | David Anderson (CAN)  | Jeff Hume (CAN)           | Erik Guay (CAN)           |
| 20.2.2002  | Le Massif    | DH   | Jan Hudec (CAN)       | Erik Guay (CAN)           | Jakub Fiala (USA)         |
| 23.2.2002  | Le Massif    | DH   | Justin Johnson (USA)  | Jakub Fiala (USA)         | Jan Hudec (CAN)           |
| 24.2.2002  | Le Massif    | SG   | Jeff Hume (CAN)       | Ryan Oughtred (CAN)       | Erik Guay (CAN)           |
| 24.2.2002  | Le Massif    | SG   | Jeff Hume (CAN)       | Erik Guay (CAN)           | Ryan Oughtred (CAN)       |
| 27.2.2002  | Sunday River | GS   | Erik Schlopy (USA)    | Julien Cousineau (CAN)    | Chip Knight (USA)         |
| 28.2.2002  | Sunday River | GS   | Erik Schlopy (USA)    | Chip Knight (USA)         | Dane Spencer (USA)        |
| 1.3.2002   | Sunday River | GS   | Dane Spencer (USA)    | Tom Rothrock (USA)        | Erik Schlopy (USA)        |
| 2.3.2002   | Sunday River | SL   | Jonathon Brauer (AUS) | Stanley Hayer (CZE)       | Tom Rothrock (USA)        |
| 7.3.2002   | Osier Bluff  | SL   | Chip Knight (USA)     | Stanley Hayer (CZE)       | Martin Kroisleitner (AUT) |
| 8.3.2002   | Osier Bluff  | SL   | Casey Puckett (USA)   | Brad Hogan (USA)          | Stanley Hayer (CZE)       |
| 24.3.2002  | Nakiska      | SL   | Chip Knight (USA)     | Brad Hogan (USA)          | Jesse Marshall (USA)      |
| 25.3.2002  | Nakiska      | SL   | Chip Knight (USA)     | Jake Zamansky (USA)       | Jesse Marshall (USA)      |
| 27.3.2002  | Nakiska      | GS   | Chip Knight (USA)     | Julien Cousineau (CAN)    | Erik Guay (CAN)           |

## Damen

### Gesamtwertung
| Rang | Name              | Land               | Punkte |
| ---- | ----------------- | ------------------ | ------ |
| 1    | Sophie Splawinski | Kanada             | 803    |
| 2    | Hilary McCloy     | Vereinigte Staaten | 687    |
| 3    | Gail Kelly        | Vereinigte Staaten | 598    |
| 4    | Kelly VanderBeek  | Kanada             | 582    |
| 5    | Julia Mancuso     | Vereinigte Staaten | 560    |

### Abfahrt
| Rang | Name              | Land               | Punkte |
| ---- | ----------------- | ------------------ | ------ |
| 1    | Kelly VanderBeek  | Kanada             | 305    |
| 2    | Bryna McCarty     | Vereinigte Staaten | 270    |
| 3    | Christina Risler  | Kanada             | 240    |
| 4    | Sophie Splawinski | Kanada             | 206    |
| 5    | Gail Kelly        | Vereinigte Staaten | 174    |

### Super-G
| Rang | Name               | Land               | Punkte |
| ---- | ------------------ | ------------------ | ------ |
| 1    | Warwara Selenskaja | Russland           | 200    |
| 2    | Sophie Splawinski  | Kanada             | 161    |
| 3    | Kelly VanderBeek   | Kanada             | 147    |
| 4    | Bryna McCarty      | Vereinigte Staaten | 142    |
| 5    | Libby Ludlow       | Vereinigte Staaten | 125    |

### Riesenslalom
| Rang | Name              | Land               | Punkte |
| ---- | ----------------- | ------------------ | ------ |
| 1    | Hilary McCloy     | Vereinigte Staaten | 358    |
| 2    | Sophie Splawinski | Kanada             | 352    |
| 3    | Gail Kelly        | Vereinigte Staaten | 349    |
| 4    | Jessica Kelley    | Vereinigte Staaten | 253    |
| 5    | Julia Mancuso     | Vereinigte Staaten | 250    |

### Slalom
| Rang | Name              | Land               | Punkte |
| ---- | ----------------- | ------------------ | ------ |
| 1    | Julia Mancuso     | Vereinigte Staaten | 230    |
| 2    | Resi Stiegler     | Vereinigte Staaten | 228    |
| 3    | Hilary McCloy     | Vereinigte Staaten | 189    |
| 4    | Courtney Calise   | Vereinigte Staaten | 160    |
|      | Veronika Zuzulová | Slowakei           | 160    |

### Podestplätze
Disziplinen:
- DH = Abfahrt
- SG = Super-G
- GS = Riesenslalom
- SL = Slalom

| Datum      | Ort             | Dis. | 1. Platz                 | 2. Platz                | 3. Platz                 |
| ---------- | --------------- | ---- | ------------------------ | ----------------------- | ------------------------ |
| 17.11.2001 | Loveland        | SL   | Karin Köllerer (AUT)     | Veronika Zuzulová (SVK) | Kristina Koznick (USA)   |
| 18.11.2001 | Loveland        | SL   | Susanne Ekman (SWE)      | Veronika Zuzulová (SVK) | Christine Sponring (AUT) |
| 4.12.2001  | Lake Louise     | SG   | Warwara Selenskaja (RUS) | Julia Mancuso (USA)     | Eveline Rohregger (AUT)  |
| 5.12.2001  | Lake Louise     | SG   | Warwara Selenskaja (RUS) | Kirsten Clark (USA)     | Daniela Ceccarelli (ITA) |
| 9.12.2001  | Lake Louise     | DH   | Bryna McCarty (USA)      | Tatum Skoglund (USA)    | Christina Risler (CAN)   |
| 10.12.2001 | Lake Louise     | DH   | Christina Risler (CAN)   | Kelly VanderBeek (CAN)  | Bryna McCarty (USA)      |
| 3.1.2002   | Hunter Mountain | GS   | Sophie Splawinski (CAN)  | Courtney Calise (USA)   | Julie Langevin (CAN)     |
| 4.1.2002   | Hunter Mountain | GS   | Hilary McCloy (USA)      | Julia Mancuso (USA)     | Gail Kelly (USA)         |
| 5.1.2002   | Hunter Mountain | SL   | Jessica Kelley (USA)     | Courtney Calise (USA)   | Hilary McCloy (USA)      |
| 6.1.2002   | Hunter Mountain | SL   | Hilary McCloy (USA)      | Courtney Calise (USA)   | Gretchen Mielke (USA)    |
| 8.1.2002   | Okemo           | GS   | Gail Kelly (USA)         | Hilary McCloy (USA)     | Courtney Calise (USA)    |
| 9.1.2002   | Okemo           | GS   | Gail Kelly (USA)         | Hilary McCloy (USA)     | Courtney Calise (USA)    |
| 1.2.2002   | Aspen           | DH   | Kelly VanderBeek (CAN)   | Christina Risler (CAN)  | Gail Kelly (USA)         |
| 2.2.2002   | Aspen           | DH   | Sophie Splawinski (CAN)  | Kelly VanderBeek (CAN)  | Bryna McCarty (USA)      |
| 3.2.2002   | Aspen           | SG   | Lauren Van Ness (USA)    | Sophie Splawinski (CAN) | Bryna McCarty (USA)      |
| 4.2.2002   | Aspen           | SG   | Kelly VanderBeek (CAN)   | Christin Lathrop (USA)  | Sophie Splawinski (CAN)  |
| 22.3.2002  | Nakiska         | GS   | Britt Janyk (CAN)        | Sophie Splawinski (CAN) | Chemmy Alcott (GBR)      |
| 23.3.2002  | Nakiska         | GS   | Caroline Lalive (USA)    | Julia Mancuso (USA)     | Britt Janyk (CAN)        |
| 24.3.2002  | Nakiska         | SL   | Resi Stiegler (USA)      | Julia Mancuso (USA)     | Britt Janyk (CAN)        |
| 25.3.2002  | Nakiska         | SL   | Julia Mancuso (USA)      | Britt Janyk (CAN)       | Geneviève Simard (CAN)   |